# Ruelisheim
Ruelisheim [ʁylisaim]  est une commune de la banlieue de Mulhouse située dans la circonscription administrative du Haut-Rhin et, depuis le 1er janvier 2021, dans le territoire de la Collectivité européenne d'Alsace, en région Grand Est.
Cette commune se trouve dans la région historique et culturelle d'Alsace.
Ses habitants sont appelés les Ruelisheimois et les Ruelisheimoises.

## Géographie
La commune de Ruelisheim s'étend sur 7,27 km2, avec une densité de population de 319 hab./km2. Elle est incluse dans l'unité urbaine de Mulhouse. Elle est bordée par la ville d'Ensisheim au nord, le village de Battenheim à l'est et la commune de Baldersheim au sud-est, celle de Wittenheim au sud et pour finir celle de Pulversheim au nord-ouest.
Situé à 230 mètres d'altitude, Ruelisheim, ancien village du bassin potassique ayant sur son banc la mine Théodore, est aujourd'hui intégré à la M2A.
Ruelisheim est un village à dominante agricole et forestière avec une forêt qui s'étend jusqu'aux portes de Pulversheim et un banc agricole allant jusqu'au panneau Battenheim, voisin.
La commune est traversée par deux cours d'eau l'Ill d'une part, le Dollerbaechlein d'autre part.
| Pulversheim | Ensisheim  |             |
|             | Ruelisheim | Battenheim  |
| Wittenheim  |            | Baldersheim |

### Hydrographie

#### Réseau hydrographique
La commune est dans le bassin versant du Rhin au sein du bassin Rhin-Meuse. Elle est drainée par l'Ill, le canal d'evacuation des Mines de Potasse, le Dollerbaechlein, le ruisseau Quatelbach et le Thurbaechlein,,.
L'Ill, d'une longueur de 217 km, prend sa source dans la commune de Winkel et se jette  dans le Grand Canal d'Alsace à Offendorf, après avoir traversé 68 communes. Les caractéristiques hydrologiques de l'Ill sont données par la station hydrologique située sur la commune d'Ensisheim. Le débit moyen mensuel est de 10,8 m3/s. Le débit moyen journalier maximum est de 238 m3/s, atteint lors de la crue du 26 mai 1983. Le débit instantané maximal est quant à lui de 296 m3/s, atteint le 15 février 1990.

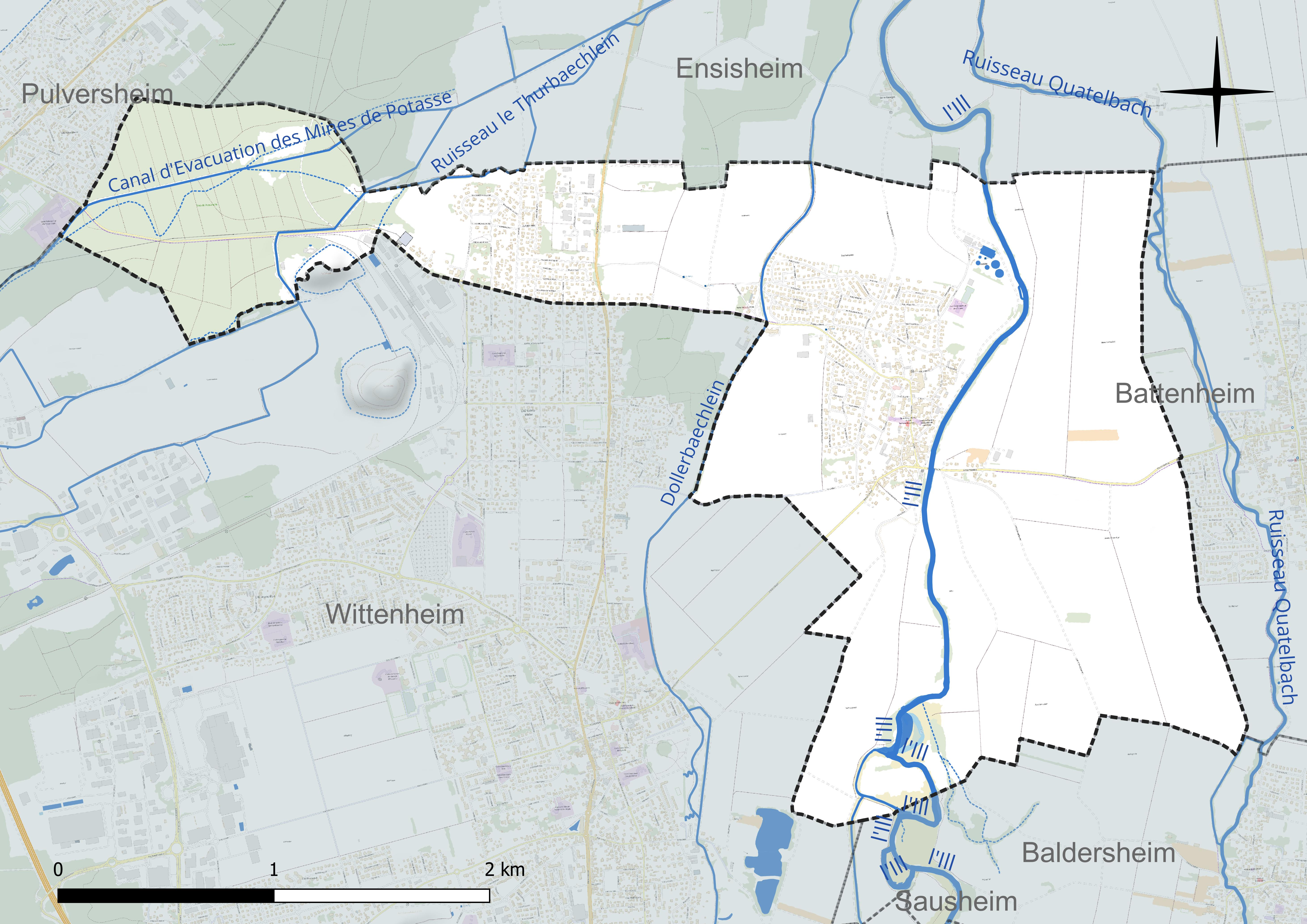
Réseau hydrographique de Ruelisheim.

Le canal d'évacuation des Mines de Potasse, d'une longueur de 28 km, est un canal, chenal non navigable qui relie la commune de Staffelfelden à Staffelfelden, où il se jette dans la Thur. 
Le Dollerbaechlein, d'une longueur de 18 km, prend sa source dans la commune de Reiningue et se jette  dans l'Ill à Ensisheim, après avoir traversé neuf communes. 
Le Quatelbach, d'une longueur de 15 km, prend sa source dans la commune de Mulhouse et se jette  dans le canal Vauban à Ensisheim, après avoir traversé six communes. 

#### Gestion et qualité des eaux
Le territoire communal est couvert par le schéma d'aménagement et de gestion des eaux (SAGE) « Ill Nappe Rhin ». Ce document de planification concerne la nappe phréatique rhénane, les cours d'eau de la plaine d'Alsace et du piémont oriental du Sundgau, les canaux situés entre l'Ill et le Rhin et les zones humides de la plaine d'Alsace. Le périmètre s’étend sur 3 596 km2. Il a été approuvé le 17 janvier 2005. La structure porteuse de l'élaboration et de la mise en œuvre est la région Grand Est. 
La qualité des cours d’eau peut être consultée sur un site dédié géré par les agences de l’eau et l’Agence française pour la biodiversité. 

### Climat
Pour des articles plus généraux, voir Climat du Grand Est et Climat du Haut-Rhin.
En 2010, le climat de la commune est de type climat des marges montargnardes, selon une étude du Centre national de la recherche scientifique s'appuyant sur une série de données couvrant la période 1971-2000. En 2020, Météo-France publie une typologie des climats de la France métropolitaine dans laquelle la commune est exposée à un climat semi-continental et est dans une zone de transition entre les régions climatiques « Vosges » et « Alsace ». 
Pour la période 1971-2000, la température annuelle moyenne est de 10,5 °C, avec une amplitude thermique annuelle de 17,9 °C. Le cumul annuel moyen de précipitations est de 607 mm, avec 8,1 jours de précipitations en janvier et 9,4 jours en juillet. Pour la période 1991-2020, la température moyenne annuelle observée sur la station météorologique de Météo-France la plus proche, « Mulhouse », sur la commune de Mulhouse à 8 km à vol d'oiseau, est de 11,1 °C et le cumul annuel moyen de précipitations est de 747,6 mm. 
La température maximale relevée sur cette station est de 39,4 °C, atteinte le 13 août 2003 ; la température minimale est de −21,5 °C, atteinte le 10 février 1956,,. 
Les paramètres climatiques de la commune ont été estimés pour le milieu du siècle (2041-2070) selon différents scénarios d'émission de gaz à effet de serre à partir des nouvelles projections climatiques de référence DRIAS-2020. Ils sont consultables sur un site dédié publié par Météo-France en novembre 2022.

## Urbanisme

### Typologie
Au 1er janvier 2024, Ruelisheim est catégorisée ceinture urbaine, selon la nouvelle grille communale de densité à sept niveaux définie par l'Insee en 2022.
Elle est située hors unité urbaine. Par ailleurs la commune fait partie de l'aire d'attraction de Mulhouse, dont elle est une commune de la couronne,. Cette aire, qui regroupe 132 communes, est catégorisée dans les aires de 200 000 à moins de 700 000 habitants,.

### Occupation des sols
L'occupation des sols de la commune, telle qu'elle ressort de la base de données européenne d’occupation biophysique des sols Corine Land Cover (CLC), est marquée par l'importance des territoires agricoles (69,5 % en 2018), en diminution par rapport à 1990 (71,4 %). La répartition détaillée en 2018 est la suivante :
terres arables (69,3 %), zones urbanisées (16,3 %), forêts (13 %), zones industrielles ou commerciales et réseaux de communication (1,2 %), zones agricoles hétérogènes (0,2 %). L'évolution de l’occupation des sols de la commune et de ses infrastructures peut être observée sur les différentes représentations cartographiques du territoire : la carte de Cassini (XVIIIe siècle), la carte d'état-major (1820-1866) et les cartes ou photos aériennes de l'IGN pour la période actuelle (1950 à aujourd'hui).

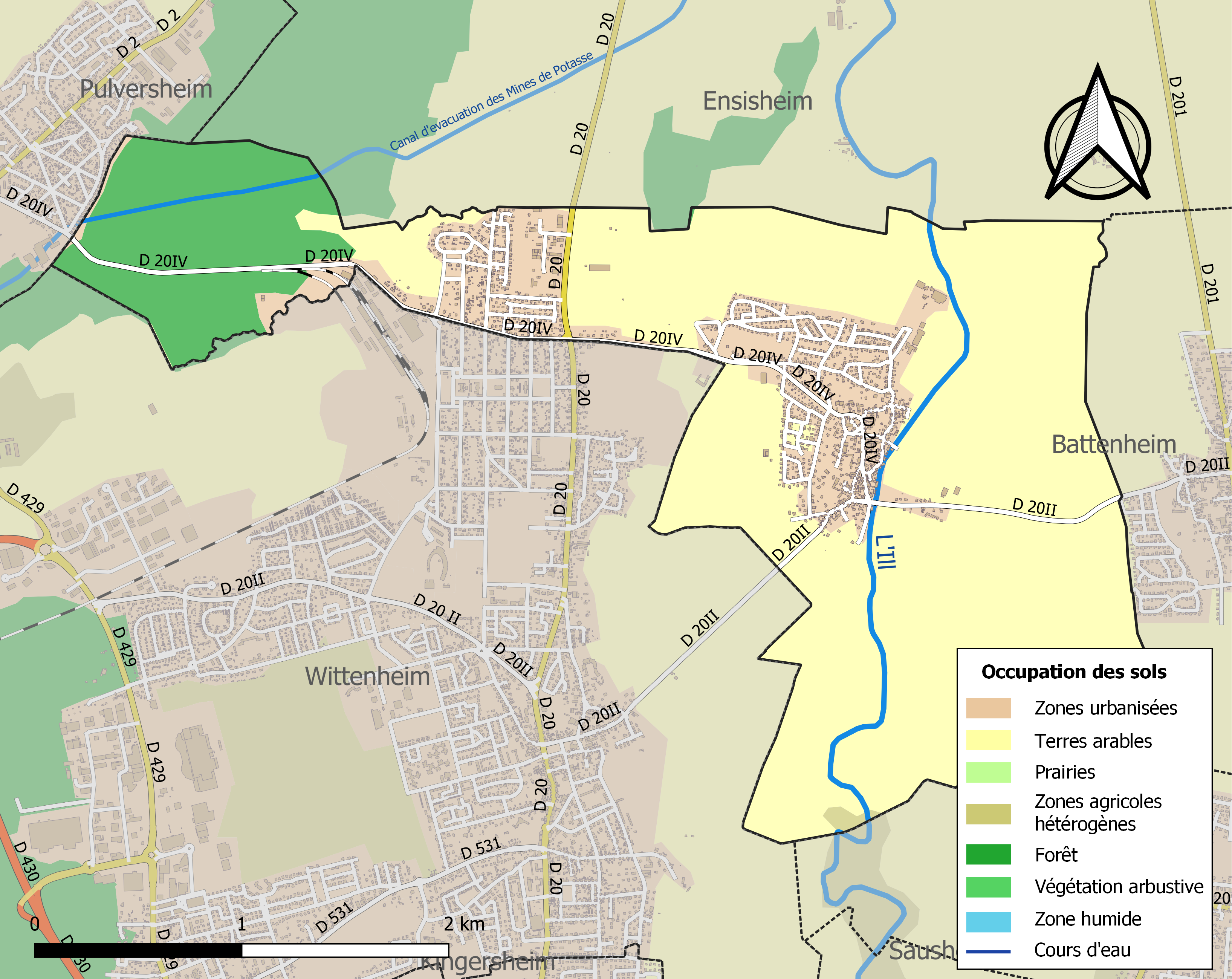
Carte des infrastructures et de l'occupation des sols de la commune en 2018 (CLC).

## Histoire
Ruelisheim est cité pour la première fois en 1160 sous le nom de Ruoleichesheim. Le village est d'abord propriété des Habsbourg en 1303 puis passe sous le contrôle de la ville d'Ensisheim jusqu'en 1789. Ruelisheim est plusieurs fois dévastée durant son histoire, d'abord par les Mulhousiens pendant la guerre des Six Deniers, puis brûlée par les Suédois durant la guerre de Trente ans, encore une fois ruinée lors de la guerre de Hollande en 1677.
Le village souffrit peu de la guerre de 14-18 mais subit les bombardements de la Seconde Guerre mondiale de novembre 1944 au 3 février 1945, jour de sa libération. La guerre est meurtrière pour le village qui voit sa population décimée et le village quasiment rasé.
Mais l'après-guerre donne un nouvel essor à la localité, ainsi, de 1946 à 1990, la population a plus que triplé.

### Héraldique
| Blason de Ruelisheim | Les armes de Ruelisheim se blasonnent ainsi : « D'azur à trois chevrons d'or. » |

## Politique et administration

### Liste des maires
| Période                                  | Période                   | Identité                                        | Étiquette | Qualité                   |
| ---------------------------------------- | ------------------------- | ----------------------------------------------- | --------- | ------------------------- |
| Les données manquantes sont à compléter. |                           |                                                 |           |                           |
| 1830                                     | 1831                      | Antoine Rapp le Vieux                           |           |                           |
| 1831                                     | 1840                      | Joseph Antony                                   |           |                           |
| 1840                                     | 1848                      | Jean Antony                                     |           |                           |
| 1848                                     | 1852                      | Antoine de Jean Vogel                           |           |                           |
| 1852                                     | 1865                      | Dominique Beck                                  |           |                           |
| 1865                                     | 1872                      | François Joseph Landwerlin                      |           | Cultivateur et aubergiste |
| 1872                                     | 1874                      | André Maurer                                    |           |                           |
| 1874                                     | 1882                      | Émile Maurer                                    |           | Cultivateur               |
| 1882                                     | 1891                      | Jean Rapp                                       |           |                           |
| 1891                                     | 1907                      | Édouard Beck                                    |           |                           |
| 1907                                     | 1919                      | Ambroise Mensch                                 |           |                           |
| 1919                                     | 1937                      | Aloyse Mensch                                   |           |                           |
| 1937                                     | mars 1945                 | Ernest Birling                                  |           |                           |
| mars 1945                                | octobre 1945              | Eugène Vogt                                     |           |                           |
| octobre 1945                             | octobre 1947              | Ernest Birling                                  |           |                           |
| octobre 1947                             | mars 1959                 | Xavier Mensch                                   |           |                           |
| mars 1959                                | avril 1971                | Xavier Antony                                   |           |                           |
| avril 1971                               | juin 1995                 | Edmond Vogt                                     | DVD       |                           |
| juin 1995                                | mars 2014                 | Philippe Hartmeyer                              | DVD       |                           |
| mars 2014                                | En cours (au 26 mai 2020) | Francis Dussourd Réélu pour le mandat 2020-2026 | UDI       | Retraité                  |

## Démographie
L'évolution du nombre d'habitants est connue à travers les recensements de la population effectués dans la commune depuis 1793. Pour les communes de moins de 10 000 habitants, une enquête de recensement portant sur toute la population est réalisée tous les cinq ans, les populations de référence des années intermédiaires étant quant à elles estimées par interpolation ou extrapolation. Pour la commune, le premier recensement exhaustif entrant dans le cadre du nouveau dispositif a été réalisé en 2008.

En 2022, la commune comptait 2 486 habitants, en évolution de +8,65 % par rapport à 2016 (Haut-Rhin : +0,66 %, France hors Mayotte : +2,11 %).
| 1793 | 1800 | 1806 | 1821 | 1831 | 1836  | 1841  | 1846  | 1851  |
| ---- | ---- | ---- | ---- | ---- | ----- | ----- | ----- | ----- |
| 706  | 706  | 724  | 879  | 983  | 1 077 | 1 070 | 1 071 | 1 115 |

| 1856  | 1861  | 1866  | 1871 | 1875 | 1880 | 1885 | 1890 | 1895 |
| ----- | ----- | ----- | ---- | ---- | ---- | ---- | ---- | ---- |
| 1 088 | 1 094 | 1 031 | 991  | 909  | 954  | 918  | 914  | 910  |

| 1900 | 1905 | 1910 | 1921 | 1926 | 1931 | 1936 | 1946 | 1954 |
| ---- | ---- | ---- | ---- | ---- | ---- | ---- | ---- | ---- |
| 835  | 808  | 767  | 781  | 800  | 876  | 855  | 791  | 859  |

| 1962  | 1968  | 1975  | 1982  | 1990  | 1999  | 2006  | 2008  | 2013  |
| ----- | ----- | ----- | ----- | ----- | ----- | ----- | ----- | ----- |
| 1 175 | 1 312 | 1 546 | 1 890 | 2 653 | 2 657 | 2 477 | 2 426 | 2 297 |

| 2018  | 2022  | - | - | - | - | - | - | - |
| ----- | ----- | - | - | - | - | - | - | - |
| 2 307 | 2 486 | - | - | - | - | - | - | - |

## Lieux et monuments

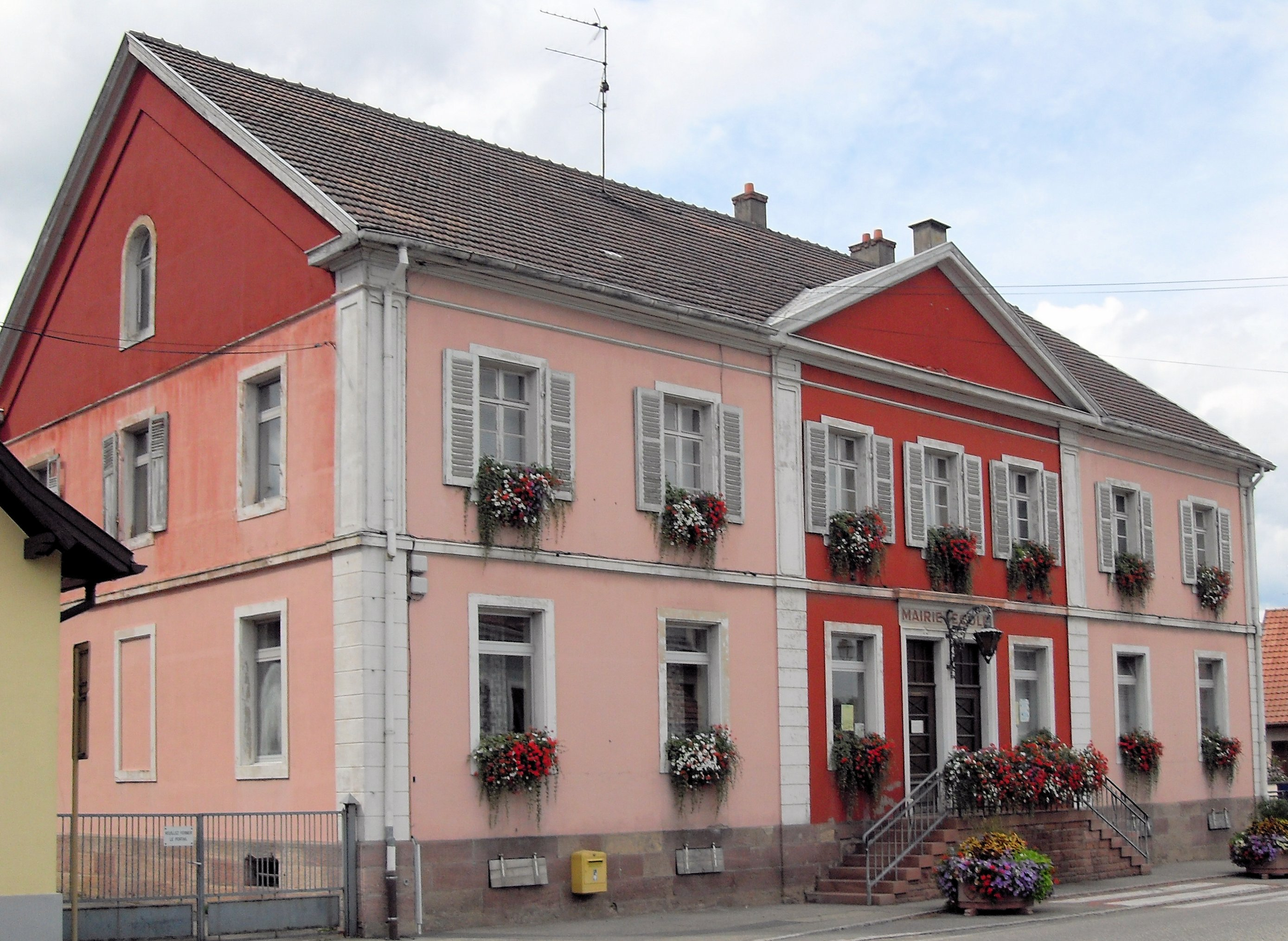
Mairie-école.
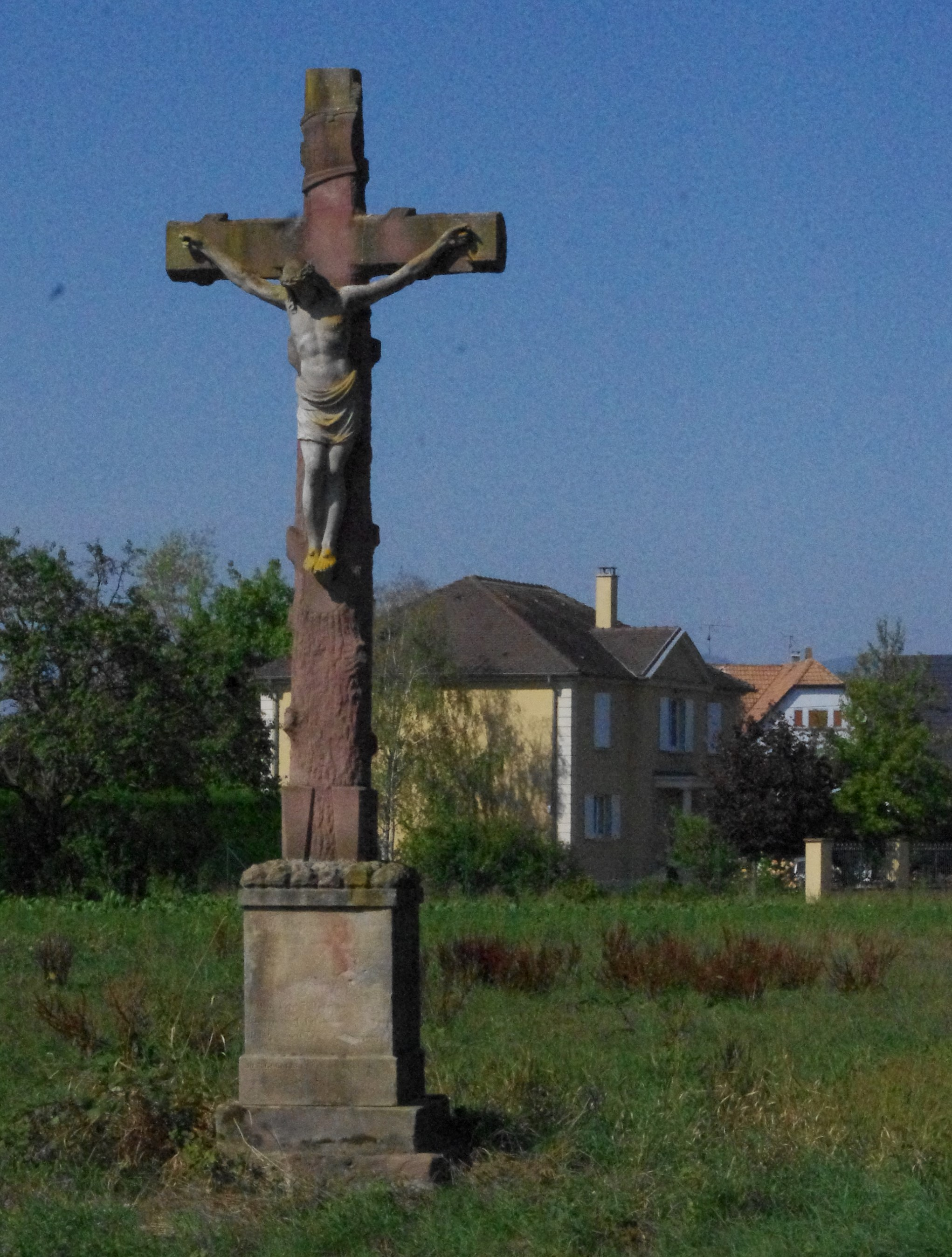
Calvaire de la Rue Verte, croix en grès des Vosges.
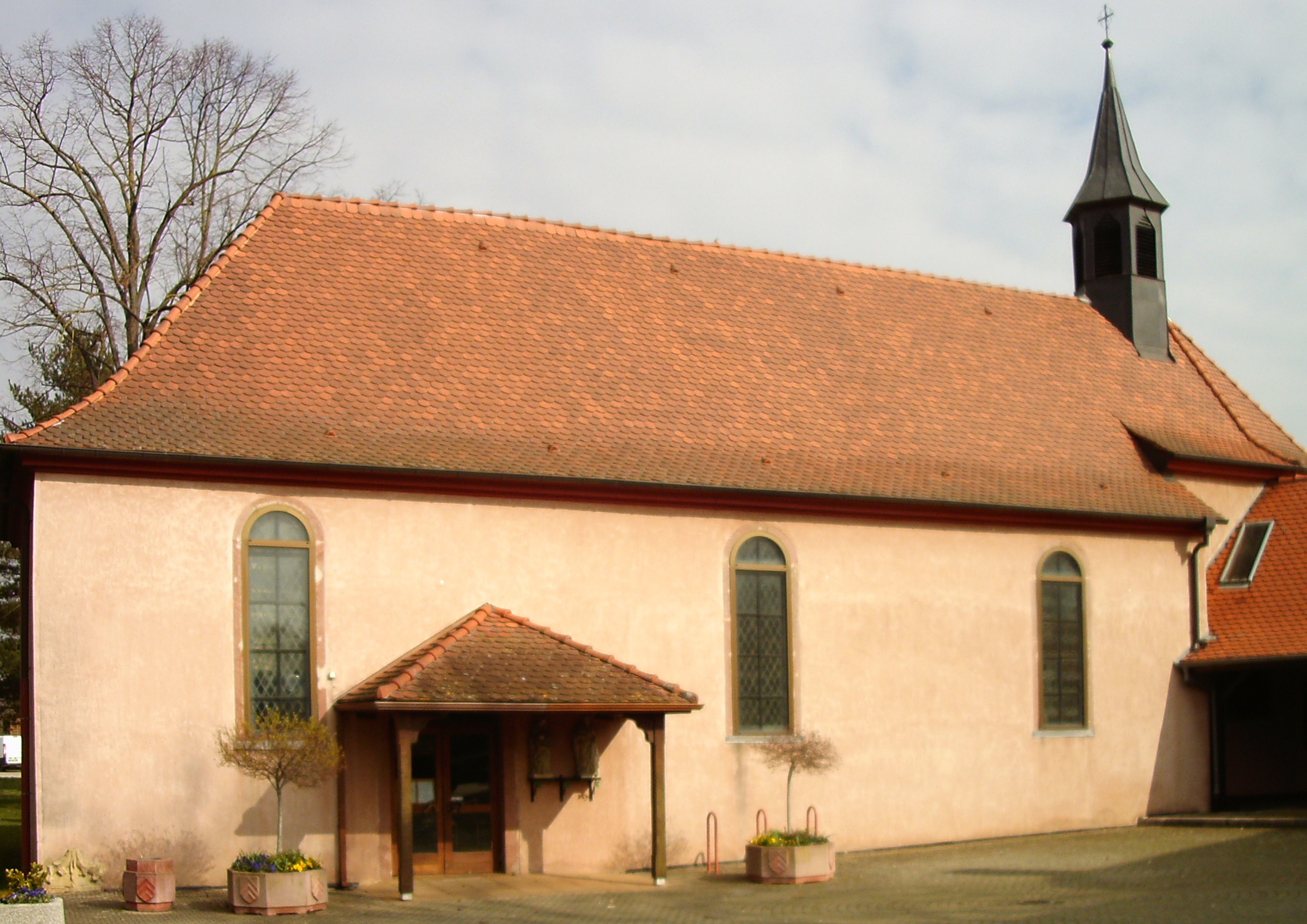
Chapelle notre-Dame du Chêne

### Les lieux marquants de Ruelisheim
- Plusieurs calvaires sont présents sur le ban ruelisheimois situés :
  - rue de Battenheim,
  - route de Wittenheim,
  - route de Colmar,
  - rue Verte,
  - à la chapelle Notre-Dame-du-Chêne,
  - derrière l'église Saint-Nicolas,
  - au cimetière.
- Le monument aux morts.
- L'église Saint-Nicolas construite en 1783 sur l'emplacement de l'ancienne église Saint-Michel devenue trop petite pour accueillir les pèlerins. Le clocher est d'ailleurs toujours celui de l'ancienne église. Elle a été rafraîchie en 2010. Une église encore plus ancienne, du nom de Saint-Laurent, pourrait exister mais sans certitudes.
- La chapelle Notre-Dame-du-Chêne de 1704 est un lieu de pèlerinage connu depuis 1667. Elle a été agrandie en 1839[29] et peu recevoir 180 personnes[30]. Cette chapelle a été entièrement rénovée entre 2021 et 2022[30]. Deux associations locales ont travaillé de concert pour doter la bâtiment d'un orgue. Celui-ci a été fabriqué aux Pays-Bas par le facteur Vershueren et acquis auprès d'un particulier de Cologne en 2022. Il a été restauré par le facteur et organiste Michel Gaillard et dix autres bénévoles[30]. La messe de l'assomption rassemble chaque année 400 à 500 personnes et se tient sur le pré attenant[30].
- La mairie-école située rue principale, qui n'occupe plus la fonction d'école depuis 1993, date de la construction d'une nouvelle école située rue de l'Ill.
- La salle de sport située rue de l'Ill.

Il subsiste peu de vieilles bâtisses et maisons, conséquence de la guerre de 1939 à 1945.

## Jumelage
La commune est jumelée avec Talloires, village sur les rives du lac d'Annecy.